# Neanura pseudoparva
Neanura pseudoparva is een springstaartensoort uit de familie van de Neanuridae. De wetenschappelijke naam van de soort is voor het eerst geldig gepubliceerd in 1963 door Rusek.